# Сан Мигел Петапа
Сан Мигел Петапа (на испански: San Miguel Petapa) е град в департамент Гватемала, Гватемала. Населението на града през 2010 година е 94 288 души.